# 인천은지초등학교
인천은지초등학교는 대한민국 인천광역시 서구에 있는 공립 초등학교이다.

## 학교 연혁
- 2003.08.16 건물 착공일
- 2004.08.23 오기남 초대교장 취(승)임
- 2004.09.01 인천은지초등학교 개교
- 2004.11.29 제1과학실, 제1컴퓨터실 개관식
- 2005.02.18 제1회 졸업식(계:34명, 남 19명, 여 15명)
- 2005.03.01 초등18학급편성, 서부예절교육관 운영, 어학실, 보건실 개관
- 2005.09.06 은지타임캡슐 매설식
- 2005.11.01 은지도서관 조성완료
- 2005.12.23 교육계획 환경교육 우수학교 표창(제8155호)
- 2006.02.16 제2회 졸업식(계:90명, 남 49명, 여41명)
- 2006.03.01 효 중심학교, 학교혁신선도학교 운영
- 2006.03.06 디지털학급문집 교육동호회 표창(제1480호)
- 2006.08.01 학교혁신우수사례경진대회 표창(장려상, 제5582호)
- 2006.12.14 학교평가 우수학교 표창(제1786호)
- 2006.12.15 100대 교육과정 우수학교 표창
- 2006.12.16 특색있는 교육과정 분야 표창(제7416호)
- 2007.02.15 제3회 졸업식(계:78명, 남 45명, 여 33명)
- 2007.03.01 18학급 편성
- 2008.02.15 제4회 졸업식(계:93명, 남 49명, 여 44명)
- 2008.03.01 제2대 이필헌 교장선생님 취(승)임
- 2008.03.01 초등 21학급 편성
- 2008.12.01 제2 과학실 조성
- 2009.02.13 제5회 졸업식(계:107명, 남 53명, 여 54명)
- 2009.03.01 초등 21학급 편성
- 2009.09.01 제3대 홍재우 교장선생님 취(승)임
- 2009.12.10 학교평가 우수학교 표창(제2298호)
- 2010.02.12 제6회 졸업식(계:109명, 남 57명, 여 52명)
- 2010.03.01 초등 24학급 편성
- 2010.09.06 별관 2층 급식소 식당 완공
- 2011.02.11 제7회 졸업식(계:91명, 남 44명, 여 47명)
- 2011.03.01 초등 26학급 편성
- 2011.08.19 운동장 스텐드 차양막 설치
- 2011.09.01 제4대 신용우 교장선생님 취(승)임
- 2012.02.10 제8회 졸업식(계:120명, 남 64명, 여 56명)
- 2012.03.01 26학급(초등25, 특수1)편성, 유치원 2학급 편성
- 2012.04.09 특수학급 개소
- 2012.09.17 은지영어교육센터 개관
- 2012.10.25 인천광역시교육청 100대 교육과정 우수학교 표창
- 2012.12.11 창의적체험 교육활동 우수학교 표창
- 2012.12.28 문화예술 교육활동 우수학교 표창
- 2012.12.30 학부모교육활동 우수학교 표창
- 2013.02.13 제9회 졸업식(계:93명, 남50명, 여43명)
- 2013.03.01 27학급(초등26, 특수1)편성, 유치원 3학급 편성
- 2014.02.14 제10회 졸업식(계:114명, 남59명, 여55명)
- 2014.03.01 28학급(초등27, 특수1)편성, 유치원 3학급 편성
- 2014.03.25 Wee클레스 상담센터 개소
- 2014.11.05 인천광역시교육청지정 연구시범학교 보고회(영역:인성교육)
- 2014.12.05 인성교육우수학교 표창(교육부)
- 2015.02.13 제11회 졸업식(계:80명, 남38명, 여42명)
- 2015.03.01 28학급(초등27, 특수1)편성, 유치원 3학급 편성
- 2015.09.01	제5대 김선봉 교장선생님 취(승)임
- 2016.02.12	제12회 졸업식(계:113명, 남 56명, 여 57명)
- 2016.03.01	28학급(초등27, 특수1)편성, 유치원 3학급 편성
- 2017.02.10	제 13회 졸업식(계 : 92명, 남 50명, 여 42명)
- 2017.03.01	29학급(초등 28, 특수 1)편성, 유치원 3학급 편성